# Oblík (Šumava)
Oblík (německy Steiningberg) je hora v pohoří Šumava v oblasti Kvildských plání v povodí Vydry. Nachází se v katastrálním území Prášily zhruba 4,5 km jihozápadně od Srní a s výškou 1228 m n. m. je to výborné rozhledové místo.

## Název
Místními obyvateli je také označován jako „Pařezák“.

## Přístup
Modře značená stezka vede na Oblík od západu z rozcestí Za Oblíkem (1150 m). Na toto rozcestí se lze dostat z Modravy přes Javoří Pilu, ze Srní přes Zelenou horu nebo z Antýglu a Rokyty přes Tříjezerní slať.

## Výhled
Oblík je jedním z nejlepších šumavských vyhlídkových vrcholů. Kruhový výhled umožňuje vrcholová skála na dříve odlesněné plošině (důsledek kůrovcové kalamity a polomů). Dnes zde však roste nový les a výhled bude do několika let zakryt. Z Oblíku jsou vidět na západě Poledník, na severu Kašperk, Srní, na východě Huťská hora, Boubín, Černá hora, na jihu Velká Mokrůvka, Luzný, Roklan.

## Další vrcholy
V masivu Oblíku se nachází další dva vedlejší vrcholy přesahující výšku 1000 m. Jsou jimi:
- Oblík - SZ vrchol (1167 m n. m.) – nevýrazný vrchol asi 800 m na SZ od hlavního vrcholu, nedaleko Javoří cesty, po které vede modrá turistická značka, zalesněno, bez výhledu[2]
- Oblík - S vrchol (1127 m n. m.) – asi 1100 m na sever od hlavního vrcholu, velmi blízko jižním směrem od Vaňkovy cesty, zalesněno, na vrcholu geodetický bod[2]

## Zajímavosti
- V jihovýchodním sedle (1066 m) se nachází rašeliniště Tříjezerní slať.
- Na jižním svahu u Javořího potoka se nachází Javoří Pila (1030 m), kde do roku 1950 stávala hájenka s hostincem U Tetřeva. Po roce 1950 zde byl postaven Objekt 6. roty 7. brigády Pohraniční stráže. Dnes je tu pouze turistické rozcestí a jsou zde sotva patrné základy dřívějších staveb.